# Paraswammerdamia ornichella
Paraswammerdamia ornichella is een vlinder uit de familie van de stippelmotten (Yponomeutidae). De wetenschappelijke naam van de soort werd in 1960 gepubliceerd door G. Friese.